# Ukrcavanje za Kiteru
Ukrcavanje za Kiteru ili Hodočašće na otok Kiteru (francuski: Pèlerinage à l'île de Cythère) je slavno ulje na platnu, naslikano u tri verzije, rokoko slikara Jean-Antoinea Watteaua. 

## Povijest
Prva verzija, iz 1710. godine, manja je i nalazi se u muzeju Stadel u Frankfurtu. Druga verzija, iz 1717. god., se nalazi u Louvreu u Parizu, a treća, naslikana godinu dana kasnije je u Dvorcu Charlottenburg u Berlinu.
Sliku je naručila francuska kraljevska slikarska akademija (Académie Royal de Peinture) 1717. godine, opisana kao „galantna zabava (une feste galante)“. Tako je nastala nova kategorija u slikarstvu u kojoj će upravo Watteau biti liderom – galantni stil (drugi naziv za rokoko). Féte galante slike prikazuju skupinu elegantnih ljudi koji razgovaraju ili sviraju u arkadijskom pejzažu, a kompozicije su im na pola puta između stvarnosti i kazališne dramatičnosti, dok očita nonšalantnost prevladava nad melankolijom. Ukrcavanje za Kiteru je najbolji primjer ovog žanra.
Tijekom francuske revolucije, mnogi su smatrali kako su ove slike previše povezane s monarhijom. Tako je slika, koja je postala kolekcijom Louvrea 1795. god., korištena kao meta za studente umjentosti koji su je gađali ćavlima describes the drawing students throwing bread pellets at it. Čak i nakon revolucionarnog fanatizma, slika je izazivala bijes publike, te je smještena u jedan podrum Louvrea sve do 1816. god. kako bi je zaštitili. Revitalizirana je tek koncem 19. stoljeća kada je zavladala romantičarska nostalgija akademizma.
Ukrcavanje za Kiteru je dobilo hvale vrijednu pohvalu u povijesti glazbe, kada je 1904. god. skladatelj Claude Debussy napisao brzi i fantastični solo za glasovir pod nazivom "L'Isle Joyeuse" (Otok radosti), inspirian upravo ovom slikom.

## Odlike
Na ovoj slici Watteau je reinterpretirao boju i pokret koji je usvojio od Rubensa i venecijanskih pejzaža s elegantnom dinamikom suvremene kazališne predstave o hodočašću na Kiteru, otok božice Venere. Glumci izvode komediju intrige: svaki lik predstvalja jedno stanje svijesti, često izraženo suzdržanom gestom. Iako slika možda nije zamišljena da izgleda kao narativno djelo, njena tema ljubavi je jasna prikazom skulpture Venere među lebdećim kerubinima. Watteauve slike i crteži podcrtavaju stil rokokoa, njegovu eleganciju, razigranost i smještaj u prirodu, za razliku od teškog baroka iz kojega je rokoko iznikao.
Watteau je dočarao raskošne boje kasne jeseni, sunce je na zalazu, a i skupina silazi u udaljenu, neizvjesnu i maglovitu dubinu. Slikar, kao prorok, simbolično prikazuje sudbinu visokog feudalnog društva koje će u najvećem obilju i najljepšem trenutku morati sići s povijesne pozornice nakon francuske građanske revolucije 1789. godine.